# Cauchemar virtuel (film)
Pour l’article homonyme, voir Cauchemar virtuel.
Cauchemar virtuel (Virtual Nightmare) est un téléfilm australien réalisé par Michael Pattinson et diffusé le 14 avril 2000 aux États-Unis.

## Synopsis
Dale Hunter (Michael Muhney), un citoyen américain, vit une vie normale jusqu'au jour où il fait des cauchemars. Il fait appel à son amie Wendy. Avec son amie, ils vont essayer de.mettre un terme à ce cauchemar...

## Fiche technique
Genres : film d'horreur, film fantastique

## Distribution
- Michael Muhney : Dale Hunter
- Tasma Walton : Wendy
- John Noble : Père de Dale (Dad)
- Paul Gleeson : Sanford
- Jennifer Congram : Nathalie
- Bob Hornery : Stan
- Mitchell Buter : Miller